# 魔城伝説II ガリウスの迷宮
『魔城伝説II ガリウスの迷宮』(まじょうでんせつツー ガリウスのめいきゅう、英題: Knightmare II: The Maze of Galious ）は、コナミから1987年に発売されたMSX用アクションロールプレイングゲーム。韓国のゼミナ社から販売されていたバージョンも存在する。

## ストーリー
前作『魔城伝説』は、悪魔に魂を売った大魔司教ガリウスによる罠であった。ガリウスはグリーク城を悪の拠点とするべく、ポポロンをおびき出すためにアフロディテを手下のヒュドノス（前作の最後のボス敵）に誘拐させたのだった。また、ガリウスは天界に赴き、ポポロンとアフロディテの間に誕生するはずであった幼子パンパースをもさらってしまった。
アフロディテを救出して冒険から戻ったポポロンは、城のただならぬ様子を見てすべてを理解した。グリーク城を取り戻し、幼子パンパースを助け出すため、ポポロンとアフロディテはともに城へ乗り込んでいった。

## 作品解説
魔城伝説シリーズはそれぞれの作品でゲームシステムが異なり、第1作目はシューティングゲーム、完結編の第3作目『シャロム 魔城伝説III 完結編』はアドベンチャーゲームである。シリーズ第2作目の本作はサイドビュー形式のアクションロールプレイングゲームとなっている。グリーク城内にいる9匹の大悪魔と大魔司教ガリウスを倒し、パンパースを救出するのがゲームの目的である。主人公はポポロンとアフロディテの2名で、それぞれ白と赤の洋風の甲冑を身にまとっている。グリーク城は青い煉瓦造りのさびれた城で、背景は蔦や岩など複数のパターンがある。大悪魔のいる「ワールド」は灰色煉瓦の床で、壁には青いパターンの模様が描かれている。ワールドの背景には他のヴァリエーションはない。
広いマップエリアの中に複数のダンジョンが点在するというのは「ゼルダの伝説」と同じシステムである。
『大魔司教ガリウス』のタイトルでファミリーコンピュータにも移植された。魔城伝説シリーズで他機種に移植されたのは本作のみである（ただしi-revoでは2011年3月31日まで配信されていた）。なお、ファミリーコンピュータ版は大幅なアレンジが加えられており、MSXのものとは多くの相違点がある。

## システム

### ゲームの進め方
ゲームの舞台はグリーク城と、「ワールド」と呼ばれる別世界である。ワールドの入口はグリーク城内のいずれかの場所にあり、城内を探検しながら見つけ出さなくてはならない。
ゲームはグリーク城内から始まる。まずはスタート地点付近の岩に隠されている、ワールド1の入口を開くグレートキー（鍵）を見つけ出す。そしてワールド1へ至る入口を通り、ワールド内の大悪魔（ボス）を倒す。倒すことでワールド2に入るためのグレートキーが手に入る。その後はワールドを脱出して再びグリーク城に戻り、次のワールドへの入口を探す。これを繰り返してワールドを次々と攻略する。
城内にはゲームを有利にするさまざまなアイテムがあるので、ワールドの入口を探しながらアイテム回収のための探索も同時に行う。
最終目的はワールド10にいるガリウスを倒し、幼子パンパースを救出することである。

### キー操作など
ポポロンのみ、カーソルキー上の押下時間で跳躍する高さを制御できる。また、アイテム「バイブル」があれば、Ctrlキーで一定時間敵の動きを止められる。
ゲーム中にF1キーを押すことでサブ画面に切り替わる。ここでは主人公の交替やサブ武器の変更、回収済みアイテムの確認、地図確認（ワールド内にいて当該ワールドのマップを所持している場合のみ）、ワープアイテムの行使が行える。
アイテム「天使の輪」があれば、リターンキー を押すことによりセーブを司るデメテルの神殿へワープし、アイテム「羽根」があれば、数字キーを押すことによって各ワールドの入口付近（既に入口の開かれたものに限る）へワープする。

### セーブとロード
セーブはパスワードで行う。グリーク城内にある特定の神殿で、女神デメテルがパスワードを教えている。スタート地点から上に数画面のところだが、アイテム「天使の輪」があればどこにいても一瞬のうちにこの場所にたどり着ける。
このパスワードは女神デメテルの記憶を呼び覚ますための鍵という設定になっている。タイトル画面でキーボードのLキーを押下するとパスワード入力画面になる。パスワードが正しければ、デメテルの記憶が戻り、ゲームが再開される。

## ゲームの舞台

### グリーク城
グリーク城は、縦16フロア、横15フロアにも及ぶ巨大な迷宮となっている。主人公はグリーク城を探索してアイテムを集めながら、次に攻略すべきワールドを探すことになる。
城内には赤茶色の岩が随所にある。これは武器で破壊することが可能で、中にアイテムや神殿の入口が隠されていることがある。
神殿には神がおり、さまざまな形で主人公を支援する。アイテムが購入できる神殿もあり、金貨と引き換えにアイテムが得られる。
泡のある部屋で特定の場所で立ち止まり続けると、泡が集まり妖精が出現する。この妖精に触れると体力が全回復する。

### ワールド
ワールドはグリーク城とは独立した別の世界であり、大悪魔が守っている。ワールド内には大悪魔との戦いを有利にする特殊アイテムが落ちているため、それらを回収しながら大悪魔を目指すことになる。なお、ワールド内には岩は存在しない（ワールド10を除く）。
ワールド内にはさまざまな仕掛けがあり、謎解きをしながらゲームを進めることになる。多くは特定の画面の敵悪魔を全滅させることで、通路を塞いでいた壁が消えたり階段が出現したりする。一部、通常の壁とは見分けのつかない壊せる壁を破壊したりアイテムを入手しないと先に進めない箇所もある。
各ワールドには神殿があり、神々から簡単なヒントが聞けたりアイテムを購入できたりする。一部、ノーヒントで謎解きをしなくてはならない箇所もある。
大悪魔は、ワールド最奥にある魔法陣の描かれた部屋で呪文を唱える（キーボードで入力する）ことにより召喚できる。この呪文はワールド内の石碑のいずれかに書かれており、アイテム「マグニファイインググラス」（虫眼鏡）をサブ武器として選択し、Mキーを押して使用することで確認できる。
ボスを倒すと、次のワールドの入口を開けるためのグレートキーが手に入る。このキーには、回収したキャラクターの最大体力を上昇させる働きもある。

## ゲームの主人公

### ポポロンとアフロディテ
主人公はポポロンとアフロディテの二人である。F1キーを押下することで表示されるサブ画面により、任意のタイミングで交替することが可能。ポポロンとアフロディテは能力が異なり、それぞれに得手と不得手があるので、状況に応じて使い分ける必要がある。たとえばアフロディテは跳躍力の調整が利かず、岩を破壊するのに15回の攻撃を必要とする（ポポロンは3回）が、武器の連射力が高く水中に長く潜っていられる（初期のポポロンでは水中では一瞬で体力が尽きる）。また、ワールドによっては男子禁制、女人禁制のものもある。こうした能力の違いは、ある程度はアイテムによって克服することができる。
| 項目                          | ポポロン   | アフロディテ | 制約解除アイテム |
| ----------------------------- | ---------- | ------------ | ---------------- |
| ジャンプの高さ                | 可変・高い | 一定・低い   | （無し）         |
| サブ武器                      | 2連射      | 3連射        | 一部の武器にあり |
| 岩の破壊に要する攻撃回数      | 3回        | 15回         | リング/ハープ    |
| 回転扉                        | 通れる     | 通れない     | パンと水         |
| 潜水時のダメージ              | 急激       | ごく僅か     | （無し）         |
| 女人禁制ワールド（ワールド5） | 入れる     | 入れない     | ほら貝           |
| 男子禁制ワールド（ワールド7） | 入れない   | 入れる       | ネックレス       |

一方が死亡した場合、デス（死神）の神殿で1度だけ蘇生させることができる。両方のキャラクターが死亡するとゲームオーバーとなる。コンティニューは、隠し操作を行った場合に限り可能となる。

### キャラクターの成長
経験値(EXP)のパラメータがあり、敵を倒すことで増えていくが、このゲームでは経験値によって主人公の能力が上昇することはない。経験値が一定量になると、体力(VIT)が完全回復するだけである。
成長は、アイテムをより多く回収することで戦いを有利にしていく、というスタイルである。例えばグレートキーを回収することで体力の上限が上昇し、アイテム「サーベル」を回収することで中悪魔・小悪魔に対する攻撃力が倍加する。
初期体力は32で、グレートキーを回収するごとに32増加する。グレートキー入手による体力増加を片方のキャラクターにのみ偏って施すことも可能だが、6回以上体力増加すると体力ゲージ表示枠をオーバーするため現在体力値が分かり辛くなる。

## 神々
グリーク城内や各ワールドには神殿が隠されており、中には神々が鎮座している。神々はポポロン達に対し、アイテムを売ってくれたりさまざまな助言を与えてくれたりする。デス以外の神々は、ギリシア神話の神々からその名が採られている。
デメテル
豊穣を司る女神。パスワードセーブとロードの際にたびたびお世話になる。
アレス
軍神。武器を授けてくれる。
アテナ
知恵の女神。攻略のヒントを与えてくれる。
ヘパイストス
鍛冶を司る神。アイテムを授けてくれる。
デス
死神。消費アイテムと引き換えにゲーム中一度だけパートナーを生き返らせてくれる。デスの神殿に入るためには、塩を入手して体を清めなければならない。
アスクレピオス
医薬の神。主人公の体、健康を気遣ってくれる。

## アイテム
グリーク城内に点在する岩の中に隠されていたり、神々から購入することで入手する。全部で30種類（3段階の盾を一つと数える）。
一部のアイテムは、画面内の敵を全滅させるなど特定の条件を満たさないと出現しない。一定のワールドをクリアしてからでないと出現しないものもある。
各ワールドの仕掛けを突破するために必須のもの、ポポロンやアフロディテの制限を解除するもの、戦いを有利にするのみでクリアには必須でないものなどがある。
盾
敵悪魔の弾を防ぐ盾。防御可能な弾の範囲が異なる銅・銀・金の3種類がある。神々から購入することで入手できるが、左記の順序で段階的に購入する必要がある。
天使の輪
大悪魔との戦闘中以外でならどのタイミングでも、サブ画面でRETURNキーを押下することでセーブを司るデメテルの神殿のある画面にワープする。大悪魔を倒してからのワールドからの帰還や、誤って溶岩に落ちてしまったときの緊急脱出に有用。
羽
既に入口を開けてあるワールドの入口そばに、サブ画面で対応する数字キーを押下することでワープする。天使の輪と異なり、ワールド内への突入中は無効（先に天使の輪を使用してグリーク城に帰還すれば使用可能）。
ベル
グレートキーを所持している状態で、次の目的のワールド入口に対して一画面以内に近づくと、鳴って知らせる。
ハープ
剣の一振りで、画面内の全ての岩を壊すことができる。
バイブル
聖書。Ctrlキーを押下することで一定時間全ての敵悪魔の動きを止めることができる。ゲーム中に16回のみ有効だが、パスワードコンティニューすることで使用可能回数は復活する。
サーベル
敵悪魔に与えるダメージが倍加する。入手にはワールド6のクリア後、グリーク城内の特定マップの敵を全滅させる必要がある。
短剣
キーボードでUMBRELLAとタイプすることで画面内のコウモリを全滅することができる。グリーク城内の特定マップの浮遊石に乗った状態で、右下左上と入力することで出現する（最後の入力でジャンプするため、ポポロンでないと浮遊石から転落する可能性が高い）。ノーヒントで特殊な操作をしないと入手できない、事実上の隠しアイテム。
かざり人形
ワールド2の仕掛けを越えるために必要。ワールド2のある箇所に隠されている。
オール
ワールド5の特定の水面に乗ることができるようになる。ワールド5で神から購入する。
ローソク
ワールド5の床が見えない画面を見えるようにする。入手にはグリーク城内の特定マップの敵を全滅させる必要がある。
塩
清めの塩。主人公を一度だけ復活させることのできる、デスの神殿に入るのに必要となる。
壺
経験値増加量が2倍になる。入手にはワールド4のクリア後、グリーク城内の特定マップの特定地点において、剣を右に3回、左に3回出し、さらに3回のジャンプを行う。ノーヒントで特殊な操作をしないと入手できない、事実上の隠しアイテム。
兜
エクトプラズム（画面内を飛び回る白い霊魂）に触れてもダメージを受けなくなる。
水さし
ファイアーに触れてもダメージを受けなくなる。
王冠
ウー（ワールド2の瞬間移動する雪女）に触れてもダメージを受けなくなる。
トライアングル
ベイパー（吹き出る蒸気）に触れてもダメージを受けなくなる。
腕輪
ポポロンが地雷を3個設置できるようになる。
絨毯
ワールド8の溶岩が床に変わる。
ほら貝
ワールド5にアフロディテが入れるようになる。
ネックレス
ワールド7にポポロンが入れるようになる。
イヤリング
ポポロンがアロー系の武器を3連射できるようになる。
パンと水
アフロディテが回転扉をくぐれるようになる。
リング
アフロディテが岩を3回で破壊できるようになる。
帽子兜
大悪魔以外から受けるダメージが半減する。
法衣
ワールド8でキー操作が左右反転しなくなる。
鎧
バンブーシュート（地面から出現するタケノコ）に触れてもダメージを受けなくなる。
ランプ
ワールドで入手できるマップにおいて、大悪魔の位置が青色で表示される。

### 消費アイテム
グリーク城内に点在する岩に隠されているほか、小悪魔（雑魚敵）や中悪魔を倒すことでも入手できる。後者は、敵によっては1つあたりの入手量が多い場合がある。
コイン
神々からアイテムを購入するのに必要。最大999。
矢筒
入手した数だけサブ武器を発射できる。最大999。
キー
グリーク城内や各ワールド内に点在する、鍵の掛かった扉を通過するのに必要。最大999。

### サブ武器
キーボードのMキーもしくはジョイパッドのBボタンで発射する。ポポロンは2連射、アフロディテは3連射。矢筒を消費する。
これらサブ武器も、グリーク城内から探し出すなり神々から購入することで入手する。
アロー
直線的に進む矢。弾速が速く、使いやすい飛び道具のため多用することになる。
セラミックアロー
弾速は遅いが貫通する銀色の矢。
ファイヤー
床に這って進み、穴があると落下する。
ローリングファイヤー
床に這って進むところはファイヤーと同じだが、主人公が立っている床の側面や天井を一周する。
マイン（地雷）
地雷。使用すると床にセットされる。その上を敵悪魔あるいは主人公が踏むと爆発し、爆風で継続的にダメージを与える。主人公自身もダメージを受けるので注意。一度設置した地雷は、爆発させるか画面切り替えする以外に除去する方法は無い。
虫メガネ
武器ではなく、使用の際に矢筒も消費しない。ワールド内に点在する石碑の前で使うことにより、大悪魔を召喚する呪文を（その石碑に書かれていれば）読むことができる。

### ワールド内アイテム
各ワールドの大悪魔との戦いを有利にするアイテム。ワールドごとに配置されており、それぞれのワールドでのみ有効。
聖水
大悪魔に与えるダメージを倍増させる。
マント
大悪魔から受けるダメージを半減する。
マジカルロッド
大悪魔との戦闘中に矢筒が減らなくなる。
マップ
サブ画面で当該ワールドのマップが表示されるようになる。
グレートキー
次のワールドの入口を開ける鍵。ワールド1のグレートキーのみグリーク城内で入手できるが、それ以降はワールドの大悪魔を倒して入手する。取得したキャラクターの最大体力をアップする効力もある。
十字架
本来は通常アイテムとすべきだが、ゲーム上ではワールド内アイテムの欄に表示されているため便宜上ここに記す。これが無いと、ワールド10に居るラスボスであるガリウスにダメージを与えることができない。
グリーク城の中央部にある隠し部屋に安置されている。この隠し部屋への入口は壊せる壁に塞がれており、縦坑にある狭い足場からジャンプしながら剣で攻撃しなくては破壊できず、その先の通れる壁の途中には落とし穴まで用意されている。その縦坑に至る通路には通過すると塞がるシャッターがあり、容易に再チャレンジができないようになっているが、シャッター自体はグリーク城内の他の仕掛けと同等であるため、一度ワールドへ入れば解除される。

## 敵
敵には3つのランクがあり、それぞれ大悪魔、中悪魔、小悪魔と呼ばれる。大悪魔はワールドのボスであり、ガリウスも含めると全部で10匹である。
アイテム「盾」はその材質によって3種類に分かれており、もっともランクが下の「銅の盾」では小悪魔の弾しか防げない。「金の盾」はガリウスの弾および火炎以外のすべての弾を防げる。
各ワールドの大悪魔のみ以下にまとめる。

### 大悪魔
各ワールドの最深部に描かれた魔法陣のある部屋で召喚呪文を唱える（キーボードでタイプする）と出現し、戦闘となる。
大悪魔は特定のサブ武器か剣でしかダメージを与えられない。剣のリーチでは大悪魔の弱点を攻撃するのは困難なことも多く、基本的にはサブ武器を駆使して倒すことになる。
ボニードラゴン
ワールド1の大悪魔。骨だけの竜。骨を投げつけて攻撃してくる。
シーアネモネ
ワールド2の大悪魔。巨大なイソギンチャクで、放物線を描く弾を多量に飛ばす。
イルシーブドラゴン
ワールド3の大悪魔。緑色の竜。画面左右から顔を出して火炎を吐く。
ジャンボスライム
ワールド4の大悪魔。跳躍力のある巨大スライム。地雷で倒す。踏まれると痛い。
ドンラ
ワールド5の大悪魔。翼を持った首長竜のような姿をしている。浮遊しながら炎を吐く。
アーリアン
ワールド6の大悪魔。カニ。泡で攻撃してくる。見た目に反して素早く、巣穴に落ちて生きて帰った者はいない。
ビッグリップ
ワールド7の大悪魔。空中に浮いた口だけの姿をしている。吐く息による攻撃。
モンスター
ワールド8の大悪魔。類人猿を思わせる独特の姿をしている。鼻糞による攻撃。
キングドラゴン
ワールド9の大悪魔。3つの首をもった竜。炎を吐く。敵「ライディーン」（雷雲）を4体従えており、大悪魔本体よりもこちらの雷攻撃の方が脅威である。
ガリウス
ワールド10の大悪魔。このゲームの最終的なボス。攻防兼用の弾を自身の周囲に回転させており、一定周期でその一部を飛ばして攻撃するが、弾をすべて破壊すると攻撃の手段を失う。アイテム「十字架」がないと倒せないが、このアイテムは隠し部屋にあり、ノーヒントで探し出さねばならない。

## 制作スタッフ
| メインプログラマー        | Y.HARUKI                                                       |
| サブプログラマー          | I.AKADA（赤田勲） M.OZAWA T.OKA Y.HIRONAKA K.OZAWA S.YOSHIKAWA |
| グラフィックデザイナー    | R.SHOGAKI C.TANIGAKI T.MIYOSHI K.SHIRAGAKI                     |
| サウンドクリエイター      | K.UEHARA(上原和彦)                                             |
| プランナー & ディレクター | R.SHOGAKI                                                      |